# Günther Weiß (Musikwissenschaftler)
Günther Weiß (* 24. April 1933 in Coburg; † 12. März 2007 in Attenham) war ein deutscher Musikwissenschaftler, Dirigent, Musiker und Hochschullehrer.

## Leben
Günther Weiß wuchs in Heldritt und Pressig als Sohn eines Lehrers auf. Er studierte Schulmusik und Musikwissenschaft in München, Erlangen und Chicago und promovierte in Erlangen. Sein Hauptinstrument als praktischer Musiker war die Viola d’amore. Sein Lehrer war Hans Bassermann.
1960 wurde Günther Weiß an die neuerrichtete Pädagogische Hochschule Bayreuth berufen und baute dort das Lehrerbildungsseminar mit auf. Während seiner zehnjährigen Tätigkeit in Bayreuth leitete er auch das Orchester der Internationalen Jugendfestspiele und den Bayreuther Orchesterverein. 1970 erhielt er eine Professur an der Pädagogischen Hochschule Freiburg. Von 1974 bis 1996 lehrte er als Professor für Schulmusik an der Münchner Musikhochschule. Zwischen 1978 und 1986 übte er auch das Amt des Vizepräsidenten der Hochschule aus. Durch sein Engagement erhielt die Musikhochschule das Promotionsrecht.
Günther Weiß engagierte sich stark für die Gründung der Internationalen Musikbegegnungsstätte Haus Marteau im ehemaligen Wohnhaus des Geigers Henri Marteau. Von 1982 bis zu seinem Tod 2007 war er der erste künstlerische Leiter des Hauses. In dieser Zeit gründete er das Marteau-Orchester (heute: Jugendsymphonieorchester Oberfranken), das er von 1984 bis 1994 leitete. Intensiv beschäftigte er sich auch mit Leben und Werk des Geigers und Komponisten Henri Marteau und gewann zahlreiche namhafte Interpreten (u. a. Endres Quartett, Gerd Starke, Walter Nothas und Günther Massenkeil) für die Einspielung der Werke.
Er wirkte darüber hinaus in den 1990er Jahren am Wiederaufbau der Schulmusikabteilung der Musikhochschule Weimar mit und war vermittelnd am Ankauf des „Moldenhauer-Archivs“ mit Autographen von Gustav Mahler durch die Bayerische Staatsbibliothek beteiligt. Von 1995 bis 2002 war er Musikalischer Leiter des Konzertvereins Isartal und Dirigent des Philharmonischen Chors und Orchesters Isartal, mit dem er eine Konzertreihe in Wolfratshausen veranstaltete. Zu seinen Veröffentlichungen zählen zahlreiche Aufsätze und Bücher u. a. über Gustav Mahler, Richard Wagner, Hans Pfitzner, Theodor Billroth und Henri Marteau. Ebenso war er maßgeblich an der Entstehung der Monographienreihe „Komponisten in Bayern“ beteiligt.
Günther Weiß starb nach längerer Krankheit in seinem Wohnort Attenham.

## Auszeichnungen
- 1983: Bundesverdienstkreuz am Bande (Verdienstorden der Bundesrepublik Deutschland)
- 1992: Kulturpreis der Oberfrankenstiftung
- 1998: Bayerischer Verdienstorden
- 2006: Ehrenmedaille der Hochschule für Musik und Theater München

## Publikationen (Auswahl)

### Als Autor
- Musikwerk für Schulen. Verfasst mit Percy Gerd Watkinson:
  - Band 1: Das Lied zum Unterricht. Voggenreiter. Bad Godesberg 1967
  - Band 2: Eine musikalische Werkstatt (Lehrband). Voggenreiter. Bad Godesberg 1970.

- Introitus-Tropen I. Das Repertoire der südfranzösischen Tropare des 10. und 11. Jahrhunderts. (Monumenta monodica medii aevi III). Kassel 1970.

- Hans Pfitzner. Münchner Dokumente, Bilder und Bildnisse. Verfasst mit Gabriele Busch-Salmen. Gustav Bosse Verlag, Regensburg 1990, ISBN 978-3-7649-2278-8.
- Die Musik und ihr Preis. Eine Dokumentation über 20 Jahre Ernst von Siemens Musikpreis (1973–1993). Verfasst mit Rüdiger von Canal. Regensburg 1994, ISBN 978-3-930079-57-5.
- Theodor Billroth. Chirurg und Musiker. Verfasst mit Martin Nagel, Karl-Ludwig Schober. ConBrio Verlagsgesellschaft, Regensburg 1997, ISBN 978-3-9300-7938-4.
- Der große Geiger Henri Marteau (1874–1934) – Ein Künstlerschicksal in Europa. Hans Schneider, Tutzing 2002, ISBN 3-7952-1104-2.
- Gustav Mahler. Briefe und Musikautographen aus den Moldenhauer-Archiven. KulturStiftung der Länder. Patrimonia 157. Verfasst mit Sigrid v. Moisy und Hartmut Schaefer. Herausgegeben von der KulturStiftung der Länder und der Bayerischen Staatsbibliothek. München 2003.

### Als Herausgeber
- Attilio Ariosti: Sechs Sonaten „Stockholmer Sonaten“ für Viola d’amore (Viola) und Basso continuo. Heft 1 u. 2. Bärenreiter. Kassel 1974. ISMN 979-0-0060-0448-5
- Mitteilungen des Hauses Marteau in Lichtenberg/Ofr.:
  - Band 1: Festschrift zur Übergabe des Hauses Marteau an die Öffentlichkeit. Hans Schneider. Tutzing. 1982 ISBN 3-7952-0358-9
  - Band 2: Henri Marteau Gedenkjahr 1984. 110. Geburtstag – 50. Todestag. Hans Schneider. Tutzing 1983. ISBN 3-7952-0407-0
  - Band 3: Katalog der Henri-Marteau-Ausstellung der Bayerischen Staatsbibliothek in München. Hans Schneider. Tutzing 1984. ISBN 3-7952-0433-X
  - Band 4: Europäisches Jahr der Musik – Europäisches Jahr der Jugend 1985. Hans Schneider. Tutzing 1985. ISBN 3-7952-0461-5
  - Band 5: Der Lehrer und Wegbereiter von Henri Marteau: Hubert Léonard. Hans Schneider. Tutzing 1987. ISBN 3-7952-0523-9
  - Band 6: Henri Marteau als Komponist im Spiegel der Kritik. Hans Schneider. Tutzing 1990. ISBN 3-7952-0665-0

- Ein Glück ohne Ruh‘. Die Briefe Gustav Mahlers an Alma. Erste Gesamtausgabe. Herausgegeben mit Henry-Louis de La Grange. Siedler Verlag. Berlin 1995. ISBN 978-3-8868-0577-8